# Далеховиці
Далеховиці (пол. Dalechowice) — село в Польщі, у гміні Казімежа-Велька Казімерського повіту Свентокшиського воєводства.
Населення — 258 осіб (2011).
У 1975-1998 роках село належало до Келецького воєводства.

## Демографія
Демографічна структура на день 31 березня 2011 року:
|          | Загалом | Допрацездатний вік | Працездатний вік | Постпрацездатний вік |
| -------- | ------- | ------------------ | ---------------- | -------------------- |
| Чоловіки | 140     | 24                 | 95               | 21                   |
| Жінки    | 118     | 15                 | 65               | 38                   |
| Разом    | 258     | 39                 | 160              | 59                   |